# Angie
Angie – wieś w Stanach Zjednoczonych, w stanie Luizjana, w parafii Washington.